# Convite para uma Decapitação
Convite para uma Decapitação (em russo:  Приглашение на казнь, lit. Convite para uma execução) é um romance pelo autor russo-estadunidense Vladimir Nabokov. Foi originalmente publicado em russo de 1935 para 1936 como uma série em Notas Contemporâneas (Sovremennye zapiski), uma revista emigrante russa. Em 1938, a obra foi publicada em Paris, com uma tradução em inglês seguindo em 1959. O romance foi traduzido em inglês pelo filho de Nabokov, Dmitri Nabokov, sob a supervisão do autor.
O romance é frequentemente descrito como Kafkiano, mas Nabokov afirmou que na época que ele escreveu o livro, ele não estava familiarizado com alemão e "completamente ignorante" da obra de Franz Kafka. Nabokov interrompeu seu trabalho em A Dádiva a fim para escrever Convite para uma Decapitação, descrevendo a criação do primeiro projeto como "uma quinzena de maravilhosa empolgação e sustentada inspiração". Alguns acadêmicos têm argumentado que o enredo central de Convite para uma Decapitação tem suas raízes em Chernyshevski, um personagem de A Dádiva. Outra visão é que o romance funciona como um roman à clef com o Sócrates Platônico como seu alvo.
Enquanto Nabokov declarou em uma entrevista que de todos seus romances ele tinha a maior afeição por Lolita, foi Convite para uma Decapitação que ele tinha na maior estima.

## Enredo de introdução
O romance toma lugar em uma prisão e relata os finais vinte dias de Cincinnatus C., um cidadão de um fictício país, que é preso e sentenciado à morte por "torpeza gnóstica". Incapaz para misturar-se e tornar-se parte do mundo ao redor dele, Cincinnatus é descrito como tendo uma "certa peculiaridade" que faz dele "impermeável para os raios de outros, e portanto, produzido quando fora de sua guarda uma bizarra impressão, como de um solitário escuro obstáculo neste mundo de almas transparentes para uma outra". Embora ele tente para esconder sua condição e "fingida translucidez", pessoas estão desconfortáveis com sua existência, e sentem que há algo errado com ele. Neste caminho, Cincinnatus falha para se tornar parte de sua sociedade.
Enquanto confinado, Cincinnatus não é informado quando sua execução irá ocorrer. Isso perturba ele, como ele quer para expressar a si mesmo através da escrita "em desafio de todas a mudez do mundo", mas sente incapaz para fazer sem conhecimento de quanto tempo ele tem para completar esta tarefa. Indiferente para o absurdo e vulgaridade ao redor dele, Cincinnatus esforça para encontrar seu verdadeiro eu em sua escrita, onde ele cria um mundo ideal. Levado para ser executado, ele recusa para acreditar na morte ou seus executores, e como o machado cai a falsa existência dissolve ao redor dele como ele se junta aos espíritos de seus colegas visionários em "realidade".
Outros personagens incluem Rodion o carcereiro, o diretor da prisão Rodrig, e o advogado de Cincinnatus, Roman. Alguns sugerem que estes nomes são destinados para imitar aquele do protagonista de Crime e Castigo, de Fiódor Dostoiévski, Rodion Romanovich Raskolnikov. A esposa de Cincinnatus, Marthe, uma criança nomeada Emmie, e colega prisioneiro "M'sieur Pierre" (subsequentemente revelado para ser o executor) são também personagens secundários.